# Sainte-Agathe-des-Monts
Sainte-Agathe-des-Monts es una ciudad de la provincia de Quebec, Canadá. Está ubicada en el municipio regional de condado de Les Laurentides y a su vez, en la región administrativa de Laurentides. Hace parte de las circunscripciones electorales de Bertrand a nivel provincial y de Laurentides−Labelle a nivel federal.

## Geografía
Sainte-Agathe-des-Monts se encuentra ubicada en las coordenadas 46°03′00″N 74°17′00″O / 46.05000, -74.28333. Según Statistics Canada, tiene una superficie total de 128,78 km² y es una de las 1135 municipalidades en las que está dividido administrativamente el territorio de la provincia de Quebec.

## Demografía
Según el censo de 2011, había 10 115 personas residiendo en esta ciudad con una densidad poblacional de 78,5 hab./km². Los datos del censo mostraron que de las 9 679 personas censadas en 2006, en 2011 hubo un aumento poblacional de 436 habitantes (4,5%). El número total de inmuebles particulares resultó de 6 148 con una densidad de 47,74 inmuebles por km². El número total de viviendas particulares que se encontraban ocupadas por residentes habituales fue de 4606.